# Artur Noga
Artur Noga (Racibórz, 1988. május 2. –) lengyel atléta.
A 2008. évi nyári olimpiai játékokon 110 méter gáton az 5. helyen végzett. A 2012. évi nyári olimpiai játékokon ismét 110 méter gáton indult, ezúttal az előfutamban nem ért célba.